# Dmitri Tursúnov
Dmitri Ígorevich Tursúnov (en ruso: Дми́трий И́горевич Турсу́нов; Moscú, 12 de diciembre de 1982) es un extenista profesional ruso. Consiguió un total de 7 títulos ATP en individuales además de llegar a 2 finales. En la modalidad de dobles conquistó un total de 6 títulos y ha conseguido llegar a 3 finales. Su mejor posición en el ranking mundial fue la n.º 20 en octubre de 2006.

## Carrera
A los 5 años comenzó a jugar al tenis. Cuando cumplió 12 años su padre decidió que si él quería dedicarse al tenis, debía ir a Estados Unidos. Entonces, lo envió a California. Su entrenador durante mucho tiempo fue el extenista José Higueras.
Al principio del año 2000 se lesiona el pie izquierdo, pero se repone y en mayo debuta en la АТР, jugando contra americanos. Después de algunas victorias decide participar en el torneo Challenger de Dallas y lo gana. El primer partido АТР que ganó fue contra Kevin Kim por 6/2, 6/4.
En las temporadas 2001 y 2002  no participa en los torneos АТР. Al final del año 2001 sufre una lesión en la espalda que lo margina más de medio año. Pero durante ese tiempo, se dedica a su vida personal. En el año 2003 entra nuevamente en la ATP y se instala entre los 100 mejores. A través de la calificación entra en el US Open y llega a la tercera ronda.
En 2004 ya participa asiduamente en torneos АТР. En el US Open 2004 gana a Marat Safin, una de sus victorias más destacadas. En el año 2005 tuvo una temporada regular, y comienza a formar parte de los equipos de Copa Davis de Rusia.
El año 2006 cumplió su temporada más regular. Disputa 45 partidos y gana además la Copa Davis (contra Argentina). Quizás su triunfo más valioso fue en la semifinal de dicho torneo ante el estadounidense Andy Roddick, con un 17-15 en el tie break del quinto set en 4 horas y 48 minutos. Luego llegó Bombay, y sus victorias sobre Tommy Robredo en semifinales y Tomáš Berdych en la final para ganar su primer título ATP. Cerró su temporada con título en el Challenger Dnepropetrovsk (derrotando a Benjamin Becker). Otro de los hechos a destacar, es que alcanzó en 2006 su mejor posición en el ranking ATP, el 2 de octubre de 2006.

## Títulos (14; 7+7)

### Individuales (7)
| Leyenda                   |
| Grand Slam (0)            |
| ATP Wourld Tour Final (0) |
| ATP Masters 1000 (0)      |
| ATP World Tour 500 (0)    |
| ATP World Tour 250 (7)    |

| N.º | Fecha                    | Torneo           | Superficie | Oponente en la final | Resultado      |
| --- | ------------------------ | ---------------- | ---------- | -------------------- | -------------- |
| 1.  | 25 de septiembre de 2006 | Mumbai           | Dura       | Tomáš Berdych        | 6-3 4-6 7-6(5) |
| 2.  | 29 de julio de 2007      | Indianápolis     | Dura       | Frank Dancevic       | 6-4 7-5        |
| 3.  | 30 de septiembre de 2007 | Bangkok          | Dura       | Benjamin Becker      | 6-2 6-1        |
| 4.  | 12 de enero de 2008      | Sídney           | Dura       | Chris Guccione       | 7-6(3) 7-6(4)  |
| 5.  | 5 de octubre de 2008     | Metz             | Dura       | Paul-Henri Mathieu   | 7-6(6) 1-6 6-4 |
| 6.  | 20 de junio de 2009      | Eastbourne       | Hierba     | Frank Dancevic       | 6-3 7-6(5)     |
| 7.  | 18 de junio de 2011      | 's-Hertogenbosch | Hierba     | Ivan Dodig           | 6-3 6-2        |

### Finalista en individuales (2)
| Leyenda                                           |
| Grand Slam (0)                                    |
| ATP Wourld Tour Final (0)                         |
| ATP Masters 1000 (0)                              |
| ATP World Tour 500 (0)                            |
| ATP International Series / ATP World Tour 250 (2) |

| N.º | Fecha               | Torneo       | Superficie | Oponente en la final | Resultado   |
| --- | ------------------- | ------------ | ---------- | -------------------- | ----------- |
| 1.  | 24 de julio de 2006 | Los Ángeles  | Dura       | Tommy Haas           | 6-4 5-7 3-6 |
| 2.  | 14 de julio de 2008 | Indianápolis | Dura       | Gilles Simon         | 4-6 4-6     |

### Clasificación en torneos del Grand Slam
| Torneo             | 2011 | 2010 | 2009 | 2008 | 2007 | 2006 | 2005 | 2004 | 2003 | Títulos |
| ------------------ | ---- | ---- | ---- | ---- | ---- | ---- | ---- | ---- | ---- | ------- |
| Australian Open    | 1R   | -    | 1R   | 2R   | 3R   | 2R   | -    | 1R   | -    | 0       |
| Roland Garros      | 1R   | 1R   | 1R   | 3R   | 2R   | 3R   | 2R   | 1R   | -    | 0       |
| Wimbledon          | 2R   | 1R   | 1R   | 3R   | 3R   | 4R   | 4R   | 3R   | -    | 0       |
| US Open            | 1R   | 1R   | 1R   | 3R   | 1R   | 3R   | 2R   | 2R   | 3R   | 0       |
| Tennis Masters Cup |      | -    | -    | -    | -    | -    | -    | -    | -    | 0       |

### Dobles (7)
| Leyenda                |
| Grand Slam (0)         |
| Tennis Masters Cup (0) |
| ATP Masters Series (0) |
| ATP Tour (7)           |

| N.º | Fecha                 | Torneo       | Superficie    | Pareja          | Oponentes en la final               | Resultado        |
| --- | --------------------- | ------------ | ------------- | --------------- | ----------------------------------- | ---------------- |
| 1.  | 14 de octubre de 2007 | Moscú        | Dura          | Marat Safin     | Tomáš Cibulec Lovro Zovko           | 6-4 6-2          |
| 2.  | 24 de febrero de 2008 | Róterdam     | Carpeta       | Tomáš Berdych   | Philipp Kohlschreiber Mijaíl Yuzhny | 7-5 3-6 10-7     |
| 3.  | 28 de febrero de 2009 | Dubái        | Dura          | Rik de Voest    | Martin Damm Robert Lindstedt        | 4-6 6-3 10-5     |
| 4.  | 20 de julio de 2009   | Indianápolis | Dura          | Ernests Gulbis  | Ashley Fisher Jordan Kerr           | 6-4 3-6 11-9     |
| 5.  | 24 de octubre de 2010 | Moscú        | Dura (i)      | Ígor Kunitsyn   | Janko Tipsarević Viktor Troicki     | 7-6(8) 6-3       |
| 6.  | 5 de mayo de 2013     | Múnich       | Tierra batida | Jarkko Nieminen | Marcos Baghdatis Eric Butorac       | 6-1 6-4          |
| 7.  | 25 de octubre de 2015 | Moscú        | Dura (i)      | Andréi Rubliov  | Radu Albot František Čermák         | 2-6, 6-1, [10-6] |

### Finalista en dobles (5)
- 2004: Washington (junto a Travis Parrott pierden ante Chris Haggard y Robbie Koenig)
- 2005: Beijing (junto a Mijaíl Yuzhny pierden ante Justin Gimelstob y Nathan Healey)
- 2006: Nottingham (junto a Ígor Kunitsyn pierden ante Jonathan Erlich y Andy Ram)
- 2010: Tokio (junto a Andreas Seppi pierden ante Eric Butorac y Jean-Julien Rojer)
- 2012: 's-Hertogenbosch (junto a Juan Sebastián Cabal pierden ante Robert Lindstedt y Horia Tecău)

## Challengers (10)
| N.º | Fecha                    | Torneo         | Superficie | Oponente en la final | Resultado      |
| --- | ------------------------ | -------------- | ---------- | -------------------- | -------------- |
| 1.  | 5 de febrero de 2001     | Dallas         | Dura       | Justin Bower         | 6-2 6-4        |
| 2.  | 15 de septiembre de 2003 | Mandeville     | Dura       | Jan Hernych          | 3-6 6-3 6-4    |
| 3.  | 22 de septiembre de 2003 | San Antonio    | Dura       | Sebastien De Chaunac | 6-2 6-7(3) 6-4 |
| 4.  | 26 de enero de 2004      | Waikoloa       | Dura       | Alejandro Falla      | 7-5 7-6(4)     |
| 5.  | 17 de octubre de 2005    | Kolding        | Carpeta    | Steve Darcis         | 6-3 6-4        |
| 6.  | 13 de marzo de 2006      | Sunrise        | Dura       | Alberto Martín       | 6-3 6-1        |
| 7.  | 13 de noviembre de 2006  | Dnipropetrovsk | Dura       | Benjamin Becker      | 7-6(7) 6-4     |
| 8.  | 17 de noviembre de 2008  | Helsinki       | Dura (i)   | Karol Beck           | 6-4 6-3        |
| 9.  | 30 de enero de 2011      | Singapur       | Dura (i)   | Lukás Rosol          | 6-4 6-2        |
| 10. | 21 de marzo de 2011      | Bath           | Dura       | Andreas Beck         | 6-4 6-4        |